# Fergana

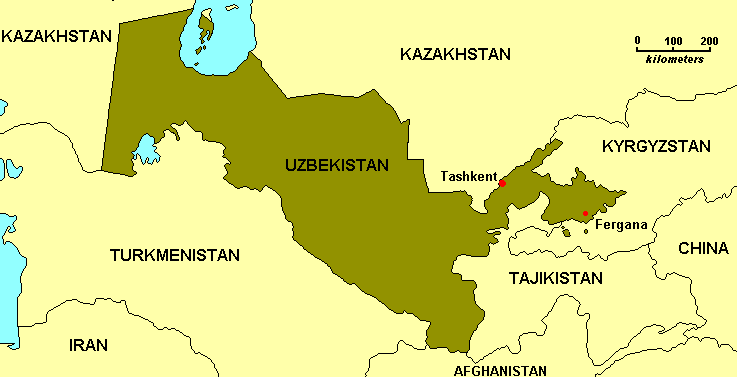
Fergana är huvudstad i provinsen Fergana, en av tre uzbekiska provinser i Ferganadalen

Fergana (även Ferghana; Farg'ona på uzbekiska) är en stad i Ferganadalen i östra Uzbekistan med 264 900 invånare (2014). Den är huvudort i provinsen Fergana (Farg'ona viloyati på uzbekiska). Fergana ligger cirka 420 kilometer öst om Uzbekistans huvudstad Tasjkent. 

## Historia
Arkeologiska fynd visar att Ferganadalen haft jordbrukande befolkning från omkring år 1000 f.Kr. Dalen erövrades av araber på 700-talet och var en del av sidenvägen. Under de närmaste århundradena växlade makten i dalen mellan perser, ryssar, Samarkand och Buchara.
Staden Fergana grundades som garnisonsort till Margilan av ryssarna 1877, namnet var Nya Margelan (Новый Маргелан, Novyj Margelan). Den bytte 1910 namn till Skobelev (Скобелев) efter den ryske generalen Michail Skobeljev. Fergana fick sitt nuvarande namn år 1924 i samband med införlivningen i Sovjetunionen. Fergana har under andra halvan av 1900-talet haft stora etniska konflikter. Bakom de etniska konflikterna ligger sociala problem såsom överbefolkning och arbetslöshet.

## Industri
Fergana är ett industricentrum med oljeraffinaderier, kemi-, bomulls- och sidenindustri.